# Brizeaux
 Brizeaux  là một xã thuộc tỉnh Meuse trong vùng Grand Est đông nam nước Pháp. Xã này nằm ở khu vực có độ cao trung bình 185 mét trên mực nước biển.